# ŠK Posavac Ruščica
Šahovski klub Posavac, hrvatski šahovski klub iz prigradskog naselja Ruščice kraj Slavonskog Broda. Prvi je utemeljio i pokrenuo Školu šaha u Brodsko-posavskoj županiji i to još 2001. godine. Školu šaha vodi naši istaknuti šahisti – Zoran Ivanović i Mato Opačak. Klub je u tri navrata bio domaćin seminara za klupske i županijske šahovske suce. Klub je za 2011. godinu dobio zlatnu kovanicu za svoj primjeran rad u športu od Brodsko-posavske županije. 

## Vanjske poveznice
- Službene stranice
- Novogodišnji blic turnir Šahovski klub Posavac,Ruščica 4.1.2020. Chess-results